# Pseudopanurgus cazieri
Pseudopanurgus cazieri är en biart som beskrevs av Timberlake 1973. Pseudopanurgus cazieri ingår i släktet Pseudopanurgus och familjen grävbin. Inga underarter finns listade i Catalogue of Life.